# Marcos Sánchez Carmona
Marcos Sánchez Carmona, detto Bambi (Santiago del Cile, 4 gennaio 1924 – San Joaquín, 31 gennaio 2005), è stato un cestista cileno.

## Carriera
Cestista del Club Olea de Boedo, ha disputato con il Cile le Olimpiadi 1948 (6º posto) e ha vinto la medaglia di bronzo ai Mondiali argentini del 1950.